# Lijn 1 (metro van Shanghai)
Lijn 1 is een lijn van de metro van Shanghai.
Lijn 1 is de eerste metrolijn die in 1993 in Shanghai is geopend en sinds 2007 loopt vanaf Fujin Road in het noorden, via Station Shanghai tot aan Xinzhuang in het zuiden. De metro zorgt hier voor een belangrijke transportas door de stad voor woon- en werkverkeer.
Een noordelijke uitbreiding met 9 bijkomende metrostations van Station Shanghai naar Gongfu Xincun werd geopend op 28 december 2004. Hierdoor werd de metrolijn 12,4 kilometer langer. In totaal was de metrolijn toen 32,1 kilometer lang. Op 29 december 2007 werd de lijn verder noordwaarts verlengd van Gongfu Xincun naar Fujin Road, met drie bijkomende stations en 4,3 km extra spoor wat de totale trajectlengte op 36,4 km bracht.
Via deze lijn zijn een aantal belangrijke stations in de stad te bereiken:
- Station Shanghai - Verbinding met het belangrijkste treinstation van de stad van waar naar andere steden in China kan worden gereisd;
- Volksplein - Belangrijk zakendistrict, winkelgebied en dicht bij veel toeristische attracties;
- Xujiahui - Belangrijk zakendistrict en winkelgebied;
- Shanghai Stadium - Sportstadion en belangrijkste vertrekpunt van veel regionale en interregionale bussen;
- Station Shanghai-Zuid - Het tweede treinstation van de stad wat met name voor verbindingen naar meer zuidelijk gelegen steden zorgt.

De loop van de lijn is duidelijk gevormd door de locaties van deze belangrijke stations, wat ook meteen de grote drukte in de treinen verklaart. De genoemde stations zijn tevens knooppunten in het metronetwerk of zullen dit in de toekomst nog worden. Hierdoor wordt waarschijnlijk de druk op deze metrolijn verlicht. Door de unieke combinatie van deze al deze belangrijke stations aan één lijn zal het echter een van de belangrijkste verkeersaders door Shanghai blijven.
Fujin Road · West Youyi Road · Bao'an Highway · Gongfu Xincun · Hulan Road · Tonghe Xincun · Gongkang Road · Pengpu Xincun · Wenshui Road · Shanghai Circus World · Yanchang Road · North Zhongshan Road · Station Shanghai · Hanzhong Road · Xinzha Road · People's Square · South Huangpi Road · South Shaanxi Road · Changshu Road · Hengshan Road · Xujiahui · Shanghai Indoor Stadium · Caobao Road · Station Shanghai-Zuid · Jinjiang Park · Lianhua Road · Waihuan Road · Xinzhuang

Lijnen van de metro van Shanghai: 1 · 2 · 3 · 4 · 5 · 6 · 7 · 8 · 9 · 10 · 11 · 12 · 13 · 14 · 15 · 16 · 17 · 18 · Pujiang Line